# جون إي. هيربست
جون إي. هيربست (بالإنجليزية: John E. Herbst) هو دبلوماسي أمريكي، ولد في 12 أغسطس 1952 في روكفيل سنتر في الولايات المتحدة.

## وصلات خارجية
- جون إي. هيربست على موقع إن إن دي بي (الإنجليزية)